# Llista de masies de Miravé
Llista de les masies de Miravé, municipi de Pinell de Solsonès.
| Topònim                            | Documentada des de | Emplaçament                                                   |
| ---------------------------------- | ------------------ | ------------------------------------------------------------- |
| Cabana de la Sort de Cal Ventureta | ?                  | 41° 56′ 56.72″ N, 1° 27′ 15.99″ E / 41.9490889°N,1.4544417°E  |
| Caseta de Can Ramon                | Segle XVIII        | 41° 58′ 30.92″ N, 1° 27′ 3.994″ E / 41.9752556°N,1.45110944°E |
| Gispets                            | Segle XVI          | 41° 56′ 50.87″ N, 1° 26′ 13.09″ E / 41.9474639°N,1.4369694°E  |
| Marrossella                        | Segle XII          | 41° 57′ 58.44″ N, 1° 27′ 47.03″ E / 41.9662333°N,1.4630639°E  |
| Ramon, Can                         | 1571               | 41° 57′ 50.64″ N, 1° 27′ 7.663″ E / 41.9640667°N,1.45212861°E |
| Rectoria de Miravé                 | ?                  | 41° 57′ 39″ N, 1° 27′ 32″ E / 41.960958°N,1.458763°E          |
| Sant Iscle                         | Segle XVIII        | 41° 56′ 55.96″ N, 1° 26′ 1.124″ E / 41.9488778°N,1.43364556°E |
| Travesset, Cal                     | Segle XVIII        | 41° 56′ 57.06″ N, 1° 27′ 1.124″ E / 41.9491833°N,1.45031222°E |
| Vendrell                           | 1208               | 41° 57′ 48.89″ N, 1° 27′ 4.044″ E / 41.9635806°N,1.45112333°E |
| Ventureta, Cal                     | ?                  | 41° 57′ 48.92″ N, 1° 27′ 36.14″ E / 41.9635889°N,1.4600389°E  |
| Xerpell del Pla                    | Segle XVI          | 41° 57′ 38.25″ N, 1° 27′ 14.64″ E / 41.9606250°N,1.4540667°E  |

## Masies històriques
Aquesta és la relació de les masies de la parròquia de Miravé de les quals se'n té constància documental però de les quals actualment se'n desconeix el seu emplaçament
- Allaguall - Segle XIV
- Caselles - Segle XVI
- Cirera - 1374
- Doldevad - 1208
- Mas de Gonter - 1150
- Jozpert - Segle XI - Potser Gispets ?
- Olzina - ? - Prop de Sant Iscle
- Omonjo - ? - Prop del torrent de Miravé
- Peberella - 1014
- Peirotó - Segle XVII
- La Pera - Segle XII
- Perella - X-XI - A l'extrem nord-oriental del terme.
- Mas Ramon - 1571
- Soler - Segle XII
- Sunier - 1070
- Vila Altela o Vilaltella - 1014
- Vila-roja - 1272